# EBS 플러스 2
EBS 플러스 2(EBS Plus 2, EBS+2)는 대한민국 정보통신부에서 허가된 한국교육방송공사의 초등, 중학, 직업 교육 전문 채널이다.

## 특징
2022년 11월 7일에 광고방송(상업광고방송) 송출이 개시되었다. 2024년 1월 2일에 광고방송(상업광고방송)을 개시를 했는데, 이제 EBS 플러스 2는 광고방송(상업광고방송) 송출이 가능해졌고, 플러스1과 달리 광고방송(상업광고방송)을 정상 송출중이다.

## 연혁

### 1990년대
- 1997년 8월 25일 EBS 위성 2TV(EBS 위성2)로 개국.

### 2000년대
- 2002년 3월 1일: 위성방송(스카이라이프) 서비스 개시로 인해 EBS 위성 2TV가 EBS 플러스 2로 채널명 변경
- 2002년 8월 : TV 방송 시작 시간 변경 (오전 6시)
- 2005년 1월 31일 : TV 방송 시작 시간 변경 (오전 6시 → 오전 7시)
- 2005년 8월 : TV 방송 시작 시간 변경 (새벽 4시 → 새벽 5시)
- 2007년 : TV 방송 시작 시간 변경 (새벽 5시 → 오전 6시)

### 2010년대
- 2010년 1월 25일 : TV 방송 시작 시간 변경 (오전 6시 → 오전 7시)
- 2010년 2월 28일 :《바둑교실》 방송 채널 및 방송 시간대 변경
- 2017년 7월 24일 : 우면동, 도곡동 시대를 마감하고 방송사 신청사 이전 서울특별시 서초구 우면동 → 서울특별시 강남구 도곡동 → 경기도 고양시 일산동구 장항동 한류월드 신사옥 이전
- 2017년 7월 31일 : 우면동, 도곡동 사옥 시대 정비기간 만료.
- 2017년 8월 7일 : 우면동, 도곡동 시대를 마감하고 방송사 신청사 이전 준공 서울특별시 서초구 우면동 → 서울특별시 강남구 도곡동 → 경기도 고양시 일산동구 장항동 한류월드 신사옥 이전 준공

### 2020년대
- 2025년 7월 4일 : 광고방송(상업광고방송) 송출 허가
- 2025년 7월 7일 : 광고방송(상업광고방송) 정식 송출 개시

## 편성 내용
- 원칙적으로 초등학교, 중학교, 직업 교육 프로그램을 방송한다.
- 2002년 2월 28일까지는 명칭이 EBS 위성 2TV였다.
- 본 채널은 매일 오전 7시부터 다음 날 새벽 1시까지 총 18시간 방영한다.
- 초등 부문과 중학 부문의 강의 부분은 EBS 초등 및 중학 홈페이지에서도 수강 신청하여 이용할 수 있다.
- 매년 여름방학 및 겨울방학 기간에는 EBS 초등 방학생활이 송출되는 채널이다.

## 방송 시간
- 매일 07:00 ~ 익일 01:00 (1일 18시간)

## 같이 보기
- 한국교육방송공사
- EBS 1TV
- EBS 2TV
- EBS FM
- EBS 플러스 1
- EBS english